# Internazionali di Tennis di Baviera 1997 - Qualificazioni singolare
Le qualificazioni del singolare degli Internazionali di Tennis di Baviera 1997 sono state un torneo di tennis preliminare per accedere alla fase finale della manifestazione. I vincitori dell'ultimo turno sono entrati di diritto nel tabellone principale. In caso di ritiro di uno o più giocatori aventi diritto a questi sono subentrati i lucky loser, ossia i giocatori che hanno perso nell'ultimo turno ma che avevano una classifica più alta rispetto agli altri partecipanti che avevano comunque perso nel turno finale.
Le qualificazioni del torneo prevedevano 32 partecipanti di cui 4 sono entrati nel tabellone principale.

## Teste di serie
1. Dinu Pescariu (primo turno)
2. Marzio Martelli (primo turno)
3. Andrej Čerkasov (ultimo turno)
4. Gastón Etlis (ultimo turno)

1. Martin Sinner (Qualificato)
2. Omar Camporese (Qualificato)
3. Frederik Fetterlein (Qualificato)
4. Andrej Merinov (ultimo turno)

## Qualificati
1. Frederik Fetterlein
2. Guillermo Cañas

1. Martin Sinner
2. Omar Camporese

## Tabellone

### Legenda
| - Q = Qualificato - WC = Wild card - LL = Lucky loser | - ALT = Alternate - SE = Special Exempt - PR = Protected Ranking | - w/o = Walkover - r = Ritirato - d = Squalificato |

### Sezione 1
|  | Primo turno        | Primo turno         | Primo turno    | Primo turno | Primo turno |  |  | Secondo turno   | Secondo turno       | Secondo turno | Secondo turno       | Secondo turno       |   |   | Ultimo turno | Ultimo turno    | Ultimo turno    | Ultimo turno | Ultimo turno |  |
|  |                    |                     |                |             |             |  |  |                 |                     |               |                     |                     |   |   |              |                 |                 |              |              |  |
|  |                    | Lars Rehmann        | 2              | 6           | 6           |  |  |                 |                     |               |                     |                     |   |   |              |                 |                 |              |              |  |
|  | 1                  | Dinu Pescariu       | 6              | 4           | 3           |  |  | Lars Rehmann    | Lars Rehmann        | 2             | 6                   | 1                   |   |   |              |                 |                 |              |              |  |
|  | Filippo Messori    | Filippo Messori     | 7              | 2           | 7           |  |  | Filippo Messori | Filippo Messori     | 6             | 3                   | 6                   |   |   |              |                 |                 |              |              |  |
|  | Davide Sanguinetti | Davide Sanguinetti  | 6              | 6           | 5           |  |  |                 |                     |               |                     |                     |   |   |              | Filippo Messori | Filippo Messori | 2            | 2            |  |
|  | Mark Joachim       | Mark Joachim        | Mark Joachim   | 6           | 7           |  |  |                 |                     | 7             | Frederik Fetterlein | Frederik Fetterlein | 6 | 6 |              |                 |                 |              |              |  |
|  | Álex Calatrava     | Álex Calatrava      | Álex Calatrava | 2           | 6           |  |  |                 | Mark Joachim        | 3             | 6                   | 2                   |   |   |              |                 |                 |              |              |  |
|  | 7                  | Frederik Fetterlein | 5              | 6           | 7           |  |  | 7               | Frederik Fetterlein | 6             | 4                   | 6                   |   |   |              |                 |                 |              |              |  |
|  |                    | Patrick Baur        | 7              | 4           | 5           |  |  |                 |                     |               |                     |                     |   |   |              |                 |                 |              |              |  |

### Sezione 2
|  | Primo turno     | Primo turno        | Primo turno     | Primo turno | Primo turno |  |  | Secondo turno      | Secondo turno      | Secondo turno      | Secondo turno  | Secondo turno  |   |   | Ultimo turno | Ultimo turno    | Ultimo turno    | Ultimo turno | Ultimo turno |  |
|  |                 |                    |                 |             |             |  |  |                    |                    |                    |                |                |   |   |              |                 |                 |              |              |  |
|  |                 | Herbert Wiltschnig | 2               | 7           | 7           |  |  |                    |                    |                    |                |                |   |   |              |                 |                 |              |              |  |
|  | 2               | Marzio Martelli    | 6               | 5           | 5           |  |  | Herbert Wiltschnig | Herbert Wiltschnig | Herbert Wiltschnig | 0              | 3              |   |   |              |                 |                 |              |              |  |
|  | Guillermo Cañas | Guillermo Cañas    | Guillermo Cañas | 6           | 6           |  |  | Guillermo Cañas    | Guillermo Cañas    | Guillermo Cañas    | 6              | 6              |   |   |              |                 |                 |              |              |  |
|  | Axel Pretzsch   | Axel Pretzsch      | Axel Pretzsch   | 3           | 3           |  |  |                    |                    |                    |                |                |   |   |              | Guillermo Cañas | Guillermo Cañas | 6            | 7            |  |
|  | Daniel Orsanic  | Daniel Orsanic     | 4               | 7           | 6           |  |  |                    |                    | 8                  | Andrej Merinov | Andrej Merinov | 4 | 6 |              |                 |                 |              |              |  |
|  | Stefan Koubek   | Stefan Koubek      | 6               | 5           | 4           |  |  |                    | Daniel Orsanic     | Daniel Orsanic     | 6              | 1              |   |   |              |                 |                 |              |              |  |
|  | 8               | Andrej Merinov     | 4               | 6           | 6           |  |  | 8                  | Andrej Merinov     | Andrej Merinov     | 7              | 6              |   |   |              |                 |                 |              |              |  |
|  |                 | Tomas Nydahl       | 6               | 2           | 1           |  |  |                    |                    |                    |                |                |   |   |              |                 |                 |              |              |  |

### Sezione 3
|  | Primo turno       | Primo turno          | Primo turno          | Primo turno | Primo turno |  |  | Secondo turno | Secondo turno    | Secondo turno    | Secondo turno | Secondo turno |   |   | Ultimo turno | Ultimo turno    | Ultimo turno    | Ultimo turno | Ultimo turno |  |
|  |                   |                      |                      |             |             |  |  |               |                  |                  |               |               |   |   |              |                 |                 |              |              |  |
|  | 3                 | Andrej Čerkasov      | Andrej Čerkasov      | 6           | 6           |  |  |               |                  |                  |               |               |   |   |              |                 |                 |              |              |  |
|  |                   | Bill Behrens         | Bill Behrens         | 4           | 1           |  |  | 3             | Andrej Čerkasov  | 4                | 6             | 6             |   |   |              |                 |                 |              |              |  |
|  | James Sekulov     | James Sekulov        | 6                    | 2           | 7           |  |  |               | James Sekulov    | 6                | 0             | 3             |   |   |              |                 |                 |              |              |  |
|  | Thierry Guardiola | Thierry Guardiola    | 1                    | 6           | 5           |  |  |               |                  |                  |               |               |   |   | 3            | Andrej Čerkasov | Andrej Čerkasov | 4            | 1            |  |
|  | Rainer Schüttler  | Rainer Schüttler     | 6                    | 2           | 7           |  |  |               |                  | 5                | Martin Sinner | Martin Sinner | 6 | 6 |              |                 |                 |              |              |  |
|  | Ralf Wilmink      | Ralf Wilmink         | 2                    | 6           | 5           |  |  |               | Rainer Schüttler | Rainer Schüttler | 4             | 4             |   |   |              |                 |                 |              |              |  |
|  | 5                 | Martin Sinner        | Martin Sinner        | 7           | 7           |  |  | 5             | Martin Sinner    | Martin Sinner    | 6             | 6             |   |   |              |                 |                 |              |              |  |
|  |                   | Marco Meneschincheri | Marco Meneschincheri | 6           | 5           |  |  |               |                  |                  |               |               |   |   |              |                 |                 |              |              |  |

### Sezione 4
|  | Primo turno         | Primo turno         | Primo turno         | Primo turno | Primo turno |  |  | Secondo turno | Secondo turno       | Secondo turno    | Secondo turno  | Secondo turno  |   |   | Ultimo turno | Ultimo turno | Ultimo turno | Ultimo turno | Ultimo turno |  |
|  |                     |                     |                     |             |             |  |  |               |                     |                  |                |                |   |   |              |              |              |              |              |  |
|  | 4                   | Gastón Etlis        | Gastón Etlis        | 6           | 6           |  |  |               |                     |                  |                |                |   |   |              |              |              |              |              |  |
|  |                     | Tomas Zivnicek      | Tomas Zivnicek      | 1           | 2           |  |  | 4             | Gastón Etlis        | Gastón Etlis     | 6              | 6              |   |   |              |              |              |              |              |  |
|  | Lars Burgsmüller    | Lars Burgsmüller    | 4                   | 6           | 6           |  |  |               | Lars Burgsmüller    | Lars Burgsmüller | 0              | 1              |   |   |              |              |              |              |              |  |
|  | Željko Krajan       | Željko Krajan       | 6                   | 2           | 2           |  |  |               |                     |                  |                |                |   |   | 4            | Gastón Etlis | Gastón Etlis | 4            | 6            |  |
|  | Vincenzo Santopadre | Vincenzo Santopadre | Vincenzo Santopadre | 6           | 6           |  |  |               |                     | 6                | Omar Camporese | Omar Camporese | 6 | 7 |              |              |              |              |              |  |
|  | Cristiano Caratti   | Cristiano Caratti   | Cristiano Caratti   | 2           | 4           |  |  |               | Vincenzo Santopadre | 3                | 7              | 4              |   |   |              |              |              |              |              |  |
|  | 6                   | Omar Camporese      | Omar Camporese      | 6           | 7           |  |  | 6             | Omar Camporese      | 6                | 6              | 6              |   |   |              |              |              |              |              |  |
|  |                     | Carsten Arriens     | Carsten Arriens     | 3           | 6           |  |  |               |                     |                  |                |                |   |   |              |              |              |              |              |  |